# Dlouhý Újezd
Dlouhý Újezd (německy Langendorflas) je obec v okrese Tachov v Plzeňském kraji. Žije zde 400 obyvatel.

## Historie
První písemná zmínka o obci pochází z roku 1361. Nejpozději od toho roku zde stála tvrz jednoho z manů (rytířů) tachovského manského obvodu. Ten se spolu s Chody a s dalšími tachovskými many podílel na ochraně hranic. Tvrz byla později přestavena na zámeček. Dlouhý Újezd byl v minulosti znám pod názvy Lengendorfflein, Dlouhý Dorflin nebo Darplez. Až do konce druhé světové války se vesnice oficiálně jmenovala Langendörflas, neboť do konce druhé světové války byla většina obyvatelstva německé národnosti.
V 17. a 18. století vlastnili Dlouhý Újezd Habsberkové a Perglarové. To se změnilo roku 1766, kdy byla vesnice začleněna do tachovského panství. V osmnáctém století zde byl založen také židovský hřbitov, jehož zbytky se nalézají západně od obce.
Po odsunu všech obyvatel se začal používat český název Dlouhý Újezd (prvně zmíněný kolem roku 1920). Současný počet obyvatel dosahuje téměř poloviny původního počtu před odsunem.
V roce 1989 byl renovován starý židovský hřbitov. V devadesátých letech v Dlouhém Újezdě fungovala restaurace, bistro, obchod a noční klub Ibiza.

## Obyvatelstvo
| Rok            | 1869 | 1880 | 1890 | 1900 | 1910 | 1921 | 1930 | 1950 | 1961 | 1970 | 1980 | 1991 | 2001 | 2011 | 2021 |
| -------------- | ---- | ---- | ---- | ---- | ---- | ---- | ---- | ---- | ---- | ---- | ---- | ---- | ---- | ---- | ---- |
| Počet obyvatel | 840  | 630  | 641  | 724  | 727  | 675  | 647  | 275  | 264  | 282  | 277  | 235  | 279  | 373  | 385  |
| Počet domů     | 87   | 90   | 105  | 117  | 106  | 107  | 130  | 71   | 66   | 69   | 73   | 80   | 85   | 111  | 113  |

## Obecní správa
Mezi lety 1850–1980 byl Dlouhý Újezd obcí v okrese Tachov. Od 1. července 1980 do 23. listopadu 1990 patřil jako část města k Tachovu a od 24. listopadu 1990 je opět samostatnou obcí.

### Obecní symboly
Znak a vlajka byly obci uděleny rozhodnutím předsedy Poslanecké sněmovny Parlamentu České republiky dne 31. ledna 2002.

## Pamětihodnosti
- Usedlost č.ev. 1
- Usedlost č.ev. 12
- Židovský hřbitov